# تامائولیپاس
تامائولیپاس(به اسپانیایی: Tamaulipas) یکی از سی و یک ایالت مکزیک است.

## جغرافیا
۴۳ شهر دارد. مرکز آن سیوداد ویکتوریا است که به افتخار گوادلوپ ویکتوریا اولین رئیس‌جمهور مکزیک گذاشته شده‌است.
این ایالت در شمال شرقی مکزیک قرار دارد و با ایالت‌های وراکروز از جنوب شرق، سان لوئیس پوتوسی از جنوب غرب، نوئوو لئون از غرب مرز دارد.
همچنین از شمال مرزی به طول 370 km (142.9 mi) با آمریکا(ایالت تگزاس) دارد.